# Aeroporto di Inuvik
L'Aeroporto di Inuvik (IATA: YEV, ICAO: CYEV) è un aeroporto civile canadese situato a 12 km da Inuvik. L'aeroporto, situato a 68 m s.l.m., è servito solo da voli domestici. Dispone di un unico Terminal passeggeri, di una torre di controllo del traffico aereo e di una pista in asfalto con orientamento 06/24 lunga 1.829 metri.